# Alojzij Metelko
Alojzij Metelko, slovenski politik, poslanec in diplomirani inženir agronomije, * 29. avgust 1940, † 7. december 2005.

## Življenjepis
Leta 1992 je bil izvoljen v 1. državni zbor Republike Slovenije; v tem mandatu je bil član naslednjih delovnih teles:
- Odbor za obrambo (podpredsednik),
- Komisija za nadzor nad delom varnostnih in obveščevalnih služb,
- Odbor za finance in kreditno-monetarno politiko,
- Odbor za mednarodne odnose (od 23. decembra 1993),
- Odbor za spremljanje uresničevanja Resolucije o izhodiščih zasnove nacionalne varnosti Republike Slovenije,
- Preiskovalna komisija o raziskovanju povojnih množičnih pobojev, pravno dvomljivih procesov in drugih tovrstnih nepravilnosti in
- Preiskovalna komisija o politični odgovornosti posameznih nosilcev javnih funkcij za aretacijo, obsodbe ter izvršitev obsodb proti Janezu Janši, Ivanu Borštnerju, Davidu Tasiču in Franciju Zavrlu.